# Maria Aszerówna
Maria Aszerówna, pseud. Asten (ur. 31 sierpnia 1892 w Warszawie, zm. 7 czerwca 1981 tamże) – polska literatka, tłumaczka, działaczka społeczna i polityczna, dziennikarka.

## Życiorys
Była aktywną działaczką Polskiej Partii Socjalistycznej. W czasie I wojny światowej pełniła ważne funkcje z ramienia Pogotowia Bojowego PPS. Swoją działalność kontynuowała w okresie międzywojennym, przez kilka lat była sekretarzem Warszawskiego Wydziału Kobiecego PPS. Wygłaszała referaty na zebraniach, np.  29 sierpnia 1929 wygłosiła odczyt Wrażenia z podróży do Ameryki Południowej dla Warszawskiego Wydziału Kobiecego PPS.
W czasie II wojny światowej była ukrywana przez Antoninę i Jana Żabińskich na terenie warszawskiego ZOO.
Dzięki Stanisławowi Tołwińskiemu, dyrektorowi Społecznego Przedsiębiorstwa Budowlanego, znalazła zatrudnienie w częściowo zakamuflowanej Pracowni Architektoniczno-Urbanistycznej przy ul. Krasińskiego na Żoliborzu, w której prócz niej pracowali m.in. Szymon Syrkus wraz z żoną Heleną. Po wojnie mieszkała przy ul Koszykowej 14/6 w mieszkaniu Ludwika Cohna. Prócz niej i Cohna mieszkał tam też adwokat Adam Nagórski. Każdy z tej trójki miał swój pokój, przyjaźnili się ze sobą, wspólnie utrzymywali gosposię.
Po wojnie pisała m.in. dla „Skarpy Warszawskiej”.
Zmarła 7 czerwca 1981 w Warszawie i została pochowana na cmentarzu Powązkowskim (kwatera 72-3-9,10).

## Twórczość translatorska
Była tłumaczką z języków: niemieckiego, francuskiego i rosyjskiego. Z tego pierwszego tłumaczyła pod pseudonimem Asten. Przełożyła m.in.:
- z niemieckiego[13]:
  - Eduard von Keyserling, Parne dni, Warszawa 1929
- z rosyjskiego[13]:
  - Witalij Zakrutkin, W górach Kaukazu, Warszawa 1950
  - Włodzimierz Jermiłow, Antoni Czechow, Warszawa 1954
  - Sztafeta pokoju (zbiór nowel), Warszawa 1951
  - Andriej Kalinczenko, Paschale: opowiadania kamczackie, Warszawa 1950
  - Petr Pavlenko, Opowiadania, Warszawa 1950[14]
- z francuskiego[15]:
  - Théodore de Banville, Król i poeta Gringoire
  - Théodore de Banville, Ogrody króla Ludwika
  - Maurice Hennequinm, Dowód miłości
  - Georges Courteline, Sąd idzie
  - Gaston Armand de Caillavet, Robert de Flers, Serce ma swój rozum

## Nawiązania w kulturze masowej
- Maria Aszerówna pojawiła się w książce Diane Ackerman The Zookeeper’s Wife (pol. Żona dyrektora zoo) opisującej działalność Żabińskich w czasie wojny. Polski przekład nosi tytuł Azyl. Opowieść o Żydach ukrywanych w warszawskim zoo. W filmie pod tytułem Azyl (ang. The Zookeeper’s Wife) Aszerównę zagrała Alena Mihulová[16].